# Shreveport
Shreveport är en stad (city) i Caddo Parish och Bossier Parish i delstaten Louisiana i USA. Staden hade 187 593 invånare, på en yta av 319,47 km² (2020). Shreveport är administrativ huvudort (parish seat) i Caddo Parish.
Shreveport ligger vid floden Red River och på andra sidan floden ligger den lite mindre staden Bossier City.